# Гвидантонио да Монтефельтро
Гвидантонио да Монтефельтро (итал. Guidantonio da Montefeltro; 1377 — 21 февраля 1443) — итальянский кондотьер, граф Урбино с 1404 года. Сын Антонио II да Монтефельтро.

## Биография
После смерти отца наследовал фамильные земли в итальянской области Марке.
За сумму в 12 тысяч гульденов получил от папы Бонифация IX подтверждение своих прав на Урбино и должность папского викария (1404).
Через несколько лет, отвергнув папский сюзеренитет, стал союзником неаполитанского короля Владислава, который в 1411 назначил его главным коннетаблем. Воспользовавшись тем, что папа Григорий XII отлучил его от церкви, захватил Ассизи. Также его власть признали Кастелло, Кальи, Форли и Форлимпополи. Участвовал в битве при Роккасекке 1411 года.
В 1417 году Гвидантонио помирился с папским престолом, папа Мартин V (бывший епископ Урбино) в 1419 назначил его гонфалоньером и герцогом Сполето.

## Семья
Гвидантонио да Монтефельтро был женат дважды:
- Первая жена (1397) — Рингарда Малатеста (ум. 1423), детей не было.

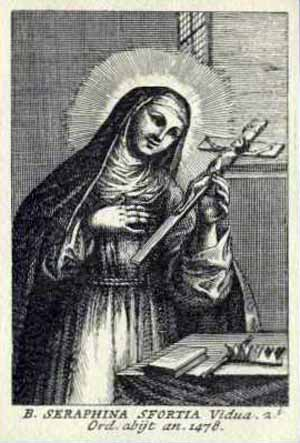
Святая Свева да Монтефельтро

- Вторая жена — Катерина Колонна (ум. 1438), от которой было четверо детей. В их числе:
  - Оддантонио (1427—1444) — граф Урбино
  - Свева (1434—1478) — жена Алессандро Сфорца, правителя Пезаро, затем монахиня, в 1774 причислена к лику блаженных.

Также у Гвидантонио было трое незаконнорождённых детей:
- Пьетро (ок. 1410—1479) — бенедиктинский монах, с 1456 епископ Кастельдуранте
- Аура (ок. 1415—1475) — жена Убальдино дельи Убальдини, графа Апеккио
- Федериго (1422—1482) — герцог Урбино